# 沃尔尼茨
沃尔尼茨是德国巴伐利亚州的一个市镇。总面积24.45平方公里，总人口1657人，其中男性832人，女性825人（2011年12月31日），人口密度68人/平方公里。